# Stadio Enzo Ricci
Stadio Enzo Ricci višenamjenski je stadion u Sassuolu na kojemu je nastupao nogometni klub Sassuolo sve do 2008. godine i promocije u Serie B. Od tada po dogovoru igraju u Modeni na većem stadionu.